# Templo Cidade de Deus

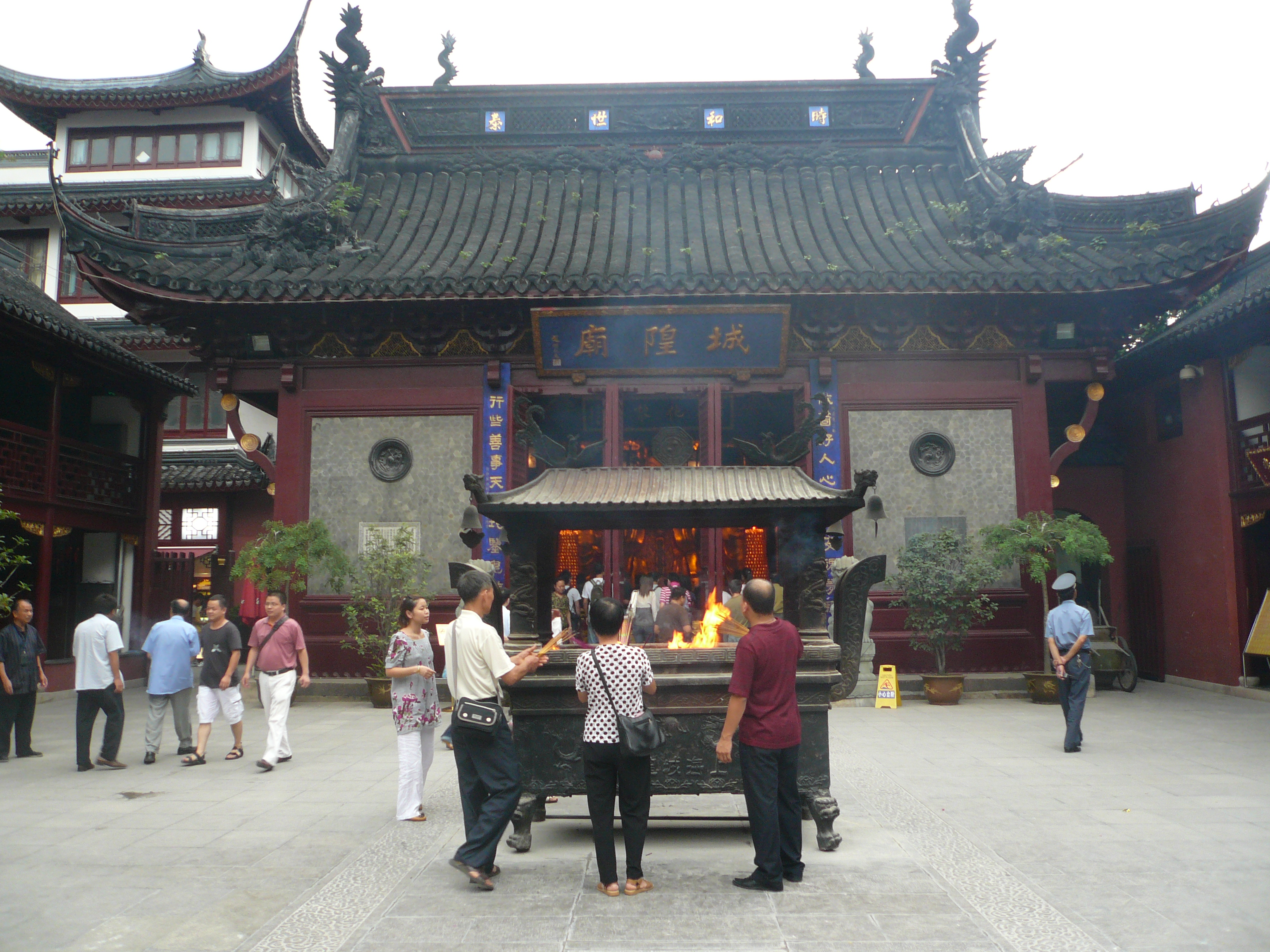
O salão principal do Templo do Deus da Cidade

Templo Cidade de Deus ou Templo da Cidade dos Deuses de Xangai (Chinês: t 上海城隍廟, s 上海城隍庙, p Shànghǎi Chénghuángmiào; Xangai: Zånhae Senwonmioh) é um popular templo localizado na cidade velha de Xangai, China. Ele comemora a elevação da cidade ao estatuto de município e é o local de veneração de três figuras chinesas respeitadas como os deuses da cidade. 
Em Chinês, "Chenghuangmiao" também é usado como o nome do distrito comercial, perto do templo. Este é, geralmente, conhecido em português como Jardim Yu, por conta de um jardim chinês vizinho. 